# アブドゥル・ハリリ
アブドゥル・ラフマン・ハリリ（Abdul Rahman Khalili、1992年6月7日 - ）は、スウェーデン・ヘルシンボリ出身のサッカー選手。オリンピアコス・ニコシア所属。従兄にサッカー選手のイマド・ハリリがいる。

## 来歴

### クラブ
ヘイヤボリBKを経て、2010年までヘルシンボリIFに所属した。2011年からはIFKヴェルナモに所属し、2014年1月23日にヘルシンボリIFに復帰した。
2014-15シーズンからメルスィン・イドマン・ユルドゥに所属し、53試合3得点3アシストの成績を残した。2015年、UEFA U-21欧州選手権2015で優勝した。2016年8月31日、ゲンチレルビルリイに移籍した。2018年、カスムパシャSKに移籍した。
2020年2月20日、ハンマルビーIFに2年契約で移籍した。
2022年8月11日、ヘルシンボリIFに6か月契約で復帰した。

### 代表
2016年8月に開催されたリオデジャネイロオリンピックのスウェーデン代表メンバーに選出された。

## タイトル

### 代表
U-21スウェーデン代表
- UEFA U-21欧州選手権：1回
  - 2015